# Manuel Bonilla (cantautor)
Manuel Bonilla (17 de julio de 1939, Sonora, México) es un cantante y compositor de música cristiana.
Bonilla es una de las figuras más importantes dentro de la música cristiana por su trayectoria ininterrumpida de más de 5 décadas. También ha incursionado en la música infantil, en el área de producciones animadas para niños. Sus canciones más conocidas son «Más allá del sol» (tema utilizado como banda sonora para la serie Moon Knight de Disney+), «Eran cien ovejas», «El amor de Dios», «El conejito», «Todo es obra de Dios», «Un cántico nuevo», «En las olas del mar», «Para ti mi padre», entre otras.
Durante 20 años, Manuel Bonilla produjo el programa de televisión Demos gloria a Dios en la cadena cristiana internacional TBN con él y su esposa Anita como anfitriones, asimismo, fue partícipe de la fundación del canal Enlace TV en Costa Rica.
Su trayectoria ha sido reconocida por Premios Arpa en 2009 con el Premios Especial de la Academia, y en 2010, la Academia Latina de la Grabación decidió darle un reconocimiento especial al artista, el premio Consejo Directivo, por ser considerado por la Academia Latina como uno de los artistas más importantes intérpretes en toda América Latina. Fue el primer artista ganador de la categoría Artista del Año en los Premios AMCL 1980.

## Biografía
Hijo de pastores, Manuel creció en un hogar cristiano, y aunque durante su adolescencia se alejó del cristianismo, a la edad de 18 años afirmó su fe como cristiano en un retiro de jóvenes. Desde entonces ha servido a Dios con su talento y ha viajado a todos los países latinos, llevando el Evangelio a millones de adultos, jóvenes y niños.
Desde sus inicios en el ministerio, Manuel se ha desempeñado como evangelista, misionero, productor, presentador, arreglista y cantante, participando en cruzadas masivas del Hermano Pablo y Billy Graham.
A través de los años, Manuel Bonilla ha logrado colaborar y apoyar a muchas organizaciones y ministerios. En 1980, inicia el ministerio Misión Emmanuel en Magdalena, Sonora, México. Un lugar dedicado a retiros para toda la familia, especialmente para los jóvenes y niños.

## Carrera musical
En 1960, activa su ministerio viajando a la ciudad de Nueva York donde graba su primer canto, «Soy La Triste Oveja» en disco de 78 RPM. Termina la grabación de su primer disco de larga duración (LP) en la isla de Puerto Rico, después de ingresar en Lee University en Cleveland, Tennessee y viajar tres años cantando como solista con el Coro de los Lee University Singers.
Desde 1977, Bonilla fue jefe del Departamento de Español de Trinity Broadcasting Network. Se reunió con varios dignatarios españoles destacados, además de gerentes de estaciones de televisión con respecto a la posibilidad de transmitir PTL en español en los países de Ecuador, Panamá, Guatemala, Ciudad de México. En este momento, ya dirigía su programa con su esposa Anita.
En el año 2006, el Grupo Nelson lanza el libro Un Llamado, Un Impacto, Una Generación, una biografía de la vida y experiencias de Manuel durante sus 50 años de ministerio. Además, en junio de 2010 la Facultad de Teología de la Iglesia Cuadrangular le otorga un Doctorado Honorífico en Divinidad; y en el mes de noviembre de 2010 recibió de la Academia Latina de la Grabación (Latín Grammy) un distinguido premio del Consejo Directivo por su trayectoria musical.
Su canción «Mas allá del sol», interpretada junto a Santiago Stevenson, aparece en los episodios Asylum y Gods and Monsters de la serie de Marvel, Moon Knight.
En la actualidad, es el presidente y fundador de Manuel Bonilla Ministries (MBM). Su labor continúa siendo producir contenido en el área de producciones animadas para niños. En el año 2016, lanzó su más reciente producción infantil, Eres Muy Especial.

## Discografía

### Álbumes de estudio
- 1960: Soy La Triste Oveja
- 1961: Como Un Rayo de Luz
- 1963: A Mi Supremo Rey
- 1969: Manuel Bonilla En Latinoamérica
- 1963: Soy La Triste Oveja
- 1965: La Isla de Mis Ensueños
- 1965: A Mi Supremo Rey
- 1966: El Cristo De Nazaret
- 1967: Eran Cien Ovejas
- 1967: A Mi Supremo Rey
- 1968: Que Lindo Es Mi Cristo (con el Dueto Maria y Martha)
- 1968: México Canta A Dios
- 1968: Momentos De Meditación
- 1968: El Rey Ya Viene
- 1969: Momentos De Meditación
- 1970: Blanca Navidad
- 1970: Dos Voces Proclaman Es Cristo Mi Todo (con Santiago Stevenson)
- 1971: Un Himno al Corazón y Un Mensaje a la Conciencia
- 1971: Inspiración, Voz y Guitarra
- 1972: El Me Encontró
- 1974: Jesús Es Mi Rey Soberano
- 1974: El Rey Ya Viene
- 1975: Himnos de siempre
- 1976: Yo Tengo Un Amor (con Maria y Martha)
- 1976: Es Jesús
- 1977: Creo en Ti
- 1977: Demos Gloria a Dios
- 1978: Todo Es Obra De Dios (infantil)
- 1978: Recuerdos del Ayer con Música de Hoy (con La Rondalla Cristiana)
- 1978: Cristo Es La Respuesta
- 1979: Pronto Si Muy Pronto
- 1979: Un Cantico Nuevo (infantil)
- 1979: Creo En Ti
- 1979: Blanca Navidad
- 1979: Siempre Alegre
- 1980: Salmos y Canciones Espirituales
- 1980: Pronto Si Muy Pronto
- 1980: María y Su Corderito (infantil)
- 1982: Fue Mi Dios (infantil)
- 1983: 12 Éxitos Cristianos
- 1985: Variedades Musicales
- 1986: Glorioso Amor
- 1986: Feliz Navidad
- 1989: Mi Guitarra y Yo
- 1989: Música Para Mi Pueblo
- 1990: Unidos en Alabanza – El es Digno (con Familia Bonilla)
- 1991: Unidos en Alabanza – Es Momento de Adorar (con Familia Bonilla)
- 1991: Vamos a Cantar (infantil)
- 1992: Unidos en Alabanza – Nací para adorarte (con Familia Bonilla)
- 1993: Un Cántico Nuevo
- 1997: Gracias Latinoamérica
- 1998: Viva el Amor (infantil)
- 1998: Mientras Yo Viva
- 1999: Sanidad en Cristo
- 1999: Himnos del ayer
- 1999: Himnos del ayer (instrumental)
- 2006: 50 Años de un Adorador
- 2006: Soy Feliz
- 2007: Una Canción Para Cada Ocasión
- 2010: Himnos del Ayer 2
- 2016: Eres muy especial (infantil)
- 2017: A Capella - Tesoros del Alma

## Videografía

### DVD
- 2005: Todos Es Obra De Dios (infantil)
- 2006: Un Cántico Nuevo (infantil)
- 2007: Viva el Amor (infantil)
- 2007: Homenaje Familiar – Celebrando 50 Años de Ministerio
- 2010: Fue Mi Dios (infantil)
- 2013: Vamos a Cantar (infantil)

## Premios y reconocimientos

### Premios Grammy Latinos
Fue galardonado con el Premio Consejo Directivo 2010 en Las Vegas, donde la Academia Latina de la Grabación celebró la 11a. edición de los premios Grammy Latino. La Academia Latina de la Grabación desde el pasado mes de septiembre había anunciado que este artista es uno de los más importantes intérpretes en toda América Latina.

### Premios Arpa
En la edición 2009, la ANMAC reconoció a Manuel Bonilla con el Premio Especial de la Academia a la Trayectoria.

### Premios AMCL
- 1980: Artista del año y Vocalista masculino del año[23]
- 1981: Artista del año y Álbum del año por Pronto, sí Muy Pronto [24]
- 1982: Artista del año y Premio Especial a una Producción de Excelencia del Año por La Isla de mis Ensueños [25]
- 1984: Canción del año, Álbum del año y Premio Especial a una Producción de Excelencia del Año por Creo en ti [26]
- 1985: Álbum de alabanza y adoración del año por Inspiración, Voz y Guitarra [27]
- 1987: Álbum tradicional o popular del año por Qué lindo es mi Cristo y Álbum de alabanza y adoración del año por Él me encontró [28]
- 1995: Álbum tradicional o popular del año por Es momento de adorar [29]
- 2000: Canción Alabanza y Adoración del año por «Omnipotente Dios», Álbum infantil del año por Viva el amor y Canción infantil del año por «El amor de Dios» [30]
- 2006: Vocalista masculino del año y Premio especial Personaje del año [31]
- 2010: Canción infantil del año por «La escuela dominical» [32]
- 2011: Canción infantil del año por «El hombre sabio» [33]
- 2016: Canción infantil del año por «Eres muy especial» [34]

### Otros reconocimientos
En junio del 2010, la Facultad de Teología de la Iglesia Cuadrangular le otorgó un Doctorado Honorífico en Divinidad.